# زیردریایی یو-۵۸۳
زیردریایی یو-۵۸۳ (به انگلیسی: German submarine U-583) یک زیردریایی بود که طول آن ۶۷٫۱ متر (۲۲۰ فوت ۲ اینچ) بود. این زیردریایی در سال ۱۹۴۱ ساخته شد.